# Дулаты
Дулаты (каз. Дулат / Dulat) — крупное родоплеменное объединение, самая многочисленная группа в составе Старшего жуза казахского народа. Дулаты в составе казахов являются частью уйсунов, а в составе узбеков — этнографической группы кураминцев. Дулаты жили вдоль берегов Или, вплоть до Чу и Таласа и среднего течения Сырдарьи.
Согласно оценке Баяна Ракишева от 2016 года, на тот момент дулатов в Казахстане насчитывалось 1309 тыс. человек. По сельскохозяйственной переписи 1906—1912 гг. дулатов было 334 тыс. человек, в том числе в Таразе — 60,8 % казахского населения,  в Шымкенте — 32,8 %, в Бишкеке — 93,7 % казахского населения.

## Уран, тамга
Уран (родовой (боевой) клич) — «Бактияр». Тамга (родовой символ) — «Домалақ». Этимология слово «Домалақ» — тотем Солнца (Күн белгісі). Домалақ ана — күн домалақ; Нұрила — күн нұры; Сары бәйбише — күн сары; Жарықшақ — күн жарық; — Нұр ұл или Нұрын ("Нирун" по Рашид ад-Дин) — күннен тараған.

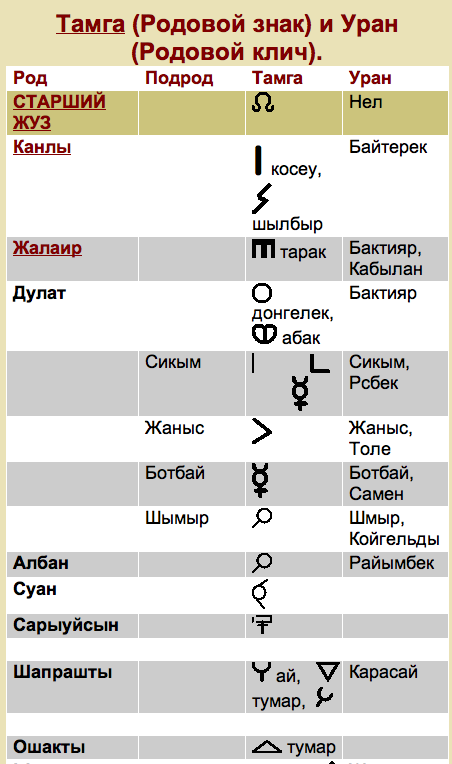
Тамги и ураны.

## Версии происхождения
Вопрос об этнической принадлежности дулатов служил неоднократно предметом спора многих исследователей — одни считали их выходцами из монгольских степей и потомками племени дуглатов, упоминаемым Рашид ад-Дином (В. В. Бартольд, Ч. Ч. Валиханов), либо племени барын, другие — тюрками (Н. А. Аристов, С. Аманжолов, В. В. Востров, М. С. Муканов).

### Тюркская версия
Согласно тюркской теории, этническую основу дулатов составили племена Западно-Тюркского каганата (VI в.), известные в письменных источниках под названием «дулу» (пять племён дулу и пять племён нушиби) — жители Семиречья. Дальше на протяжении 5 веков (700—1200 гг.) дулу в известных трудах не упоминаются.

### Дуглатская версия
Существует версия отождествления дулатов в составе казахов с дуглатами Моголистана. Данную точку зрения поддерживал академик В. В. Бартольд и другие историки. По мнению ряда других исследователей, дулаты и дуглаты Моголистана имеют лишь схожие этнонимы. Согласно данной версии, дулаты имеют одинаковое происхождение с остальными родами объединения уйсун и не имеют прямого отношения к средневековым дуглатам.

## Гаплогруппа
Дулаты представляют собой один из родов в составе крупного племенного объединения уйсун. Для уйсунов и дулатов характерной является гаплогруппа С2-M217. Генетически уйсунам из народов Центральной Азии наиболее близки баяты, проживающие в аймаке Увс на северо-западе Монголии.
Гаплогруппа С3-starcluster (ныне обозначается как C2*-M217), согласно Ж. М. Сабитову, отражает генетический вклад нирун-монголов, потомков Бодончара (предка дуглатов и других монгольских родов). При этом дулатов Казахстана и остальных уйсунов Сабитов связывал с нирун-монгольским племенем барын.

## Шежире
Согласно шежире Г. Н. Потанина, у Уйсуна было два сына — Абак и Тарак. От Тарака происходили жалаиры, от Абака — Дулат, Албан, Суан (по другим сведениям добавляли Сары Уйсуна), от Токал (второй жены) — Шапырашты, Ошакты, Ысты, Сыргелы, а Канлы и Шанышкылы являются пришельцами (кирме).
Согласно шежире З. Садибекова: у Майкы был сын Бахтияр, у него было два сына — Ойсыл и Уйсил. У Ойсыла было три сына: Жалмамбет (отец Ошакты), Жарымбет (отец Шапырашты), Жарас (отец Ысты). У Уйсила сын Абак (Аксакал), у которого сын Караш-би. У него сыновья Байдибек и Байдуыл. У Байдуыла — сын Шакшам, у Байдибека — сын Сары Уйсун (от Байбише — старшей жены) и Жарыкшак (от Домалак ана). У Жарыкшака — сыновья Албан, Суан, Дулат.
В 2019 году запущен некоммерческий проект с целью классификации рода Дулатов. Веб-сайт функционирует в виде свободной, модерируемой энциклопедии.

## Состав племени
Племя дулат делится на 4 рода, которые со временем стали делиться на более мелкие роды (по алфавиту):
- Ботпай — бидас, құдайқұл, қоралас, шағай.
- Жаныс — дәулет, жамбай, бөгежіл, қапал, жантай, жанту, жарылқамыс, қасқарау, өтей, шегір, ниязбек, өзтемір, қараман, топай.
- Сикым — жәнібек (қарақойлы), әлібек (аккойлы), малыбай, бағлан, қоянбай, сары, қарақұл, шуылдақ, шадыр, қусирақ.
- Шымыр — бекболат, шынқожа, темір.

## Факты
Один из влиятельных биев казахского народа Толе би Алибекулы (дулат, отделение жаныс — жанту), фактически повелевавший Старшим Жузом, жил в Ташкенте. В 10 верстах от Ташкента по Чимкентской дороге, в местности Каракамыс мальчик-бродяга по имени Сабалак, впоследствии знаменитый Абылай хан, пас в 1725 году верблюдов Толе би.
В записках 1853 года майора Перемышельского, описано место для будущего поселения (г. Алма-Ата), расположенного на землях племени дулат:
8 августа, 1853 г.
Каргалы
Г. Корпусному Командиру

Я имел честь доносить Вашему Высокопревосходительству о намерении моём обозреть вершины Алматов. Осмотрев с инженер-поручиком Александровским первыя и вторыя Алматы и долину между ними, мы нашли по удобству добывания леса, большому количеству прекрасной, изрезанной арыками хлебопахотной земли, пажитей и сенокосных мест, далеко превосходящими урочища на Иссыке и Талгаре, почему и предложили Алматы местом будущего поселения, при том через занятие этого пункта все лучшие кочевья и хлебопахотные места Дулатов будут у нас под руками.
Мухамеджан Тынышпаев, «Материалы по истории казахского народа», Ташкент 1925 год
В 1650-х годах дулаты перекочевали на запад, а в 1690—1790 годах они жили в  Ташкентском уезде. Дулаты управляли, владели Ташкентом. В русских источниках сведения о племени дулат появляются уже в XVIII веке. Так, в описании родоплеменного состава казахов, составленном М. Тевкелевым в 1778 году, сказано, что Старший жуз состоит из 10 племён и в их числе приведены все пять основных родов дулатов: ботпай, шымыр, сиқым, жаныс, бөгежіл.
Сиргели является названным братом Дулата, родоначальника племени Дулат.

## Известные представители
- Толе би —  казахский общественный деятель, бий Старшего жуза, оратор и поэт;
- Отеген-батыр — казахский батыр, основатель подрода Озтемир (Темир) из рода Жаныс племени Дулат Старшего жуза;
- Койгельды-батыр (1702 — 1795) — казахский батыр, полководец. Происходил из рода Шымыр племени Дулат;
- Жаугаш Кырбасулы (1733 — 1782) — казахский военачальник у хана Абылая, посол. Происходил из рода Ботпай племени Дулат;
- Сыпатай-батыр — казахский батыр, выходец из рода Ботпай племени Дулат Старшего жуза;
- Рысбек батыр — казахский батыр, выходец из рода Сикым племени Дулат Старшего жуза;
- Самен батыр — казахский батыр, выходец из рода Ботпай племени Дулат Старшего жуза;
- Балуан Шолак (настоящее имя — Нурмагамбет Баймырзаулы) — казахский народный акын — певец и композитор, прославленный борец. Происходил из рода Дулат подрода Шымыр-самбет Старшего жуза;
- Турар Рыскулов —  государственный и общественный деятель;
- Кенен Азербайулы (1884 — 1976) - казахский акын и жырау, певец и композитор. Происходит из рода Жаныс племени Дулат;
- Бауыржан Момышулы —  полководец, писатель;
- Асанбай Аскаров — государственный и партийный деятель. Депутат Верховного Совета СССР VII—XI созывов;
- Шерхан Муртаза —  казахский писатель, общественный и политический деятель. Происходит из рода Шымыр племени Дулат;
- Гани Калиев — политический деятель Республики Казахстан, доктор экономических наук, профессор, академик Национальной академии наук Республики Казахстан, заслуженный деятель науки РК;
- Тунгышбай Жаманкулов — актёр кино и театра, театральный педагог, театральный режиссёр, кандидат искусствоведения, профессор;
- Бахытжан Ертаев;
- Молдияр Оразалиев;
- Чупеков Абдугали — академик НАН РК, историк.